# Холокост в Албании
Холокост в Албании (алб. Holokausti në Shqipëri) — преследование и истребление евреев на территории Албании в период Холокоста нацистами и их союзниками в рамках политики окончательного решения еврейского вопроса. В оккупированной сначала Италией, а затем Германией Албании и присоединённых к ней областях, сотни евреев были депортированы в лагеря смерти и убиты.

## Евреи в Албании до войны
Согласно переписи, на 1930 год в Албании проживало по разным источникам 34 или 204 еврея. В 1937 году была зарегистрирована еврейская община в количестве 300 человек.
Албания была очень толерантной к евреям страной. В 1934 году посол США в Албании Герман Бернштейн писал:

В Албании нет и следов дискриминации евреев, сегодня это одна из редких в Европе стран, где не существует религиозных предрассудков и ненависти, хотя сама Албания — государство трех религий.
По данным Энциклопедии Катастрофы, накануне Второй мировой войны в Албании жило около 600 местных евреев и около 400 беженцев из Германии и Австрии. Часть из них пыталась через Албанию достичь Палестины. Албанское посольство в Берлине продолжало выдачу виз евреям до конца 1938 года.
Некоторые евреи Сербии и Хорватии также бежали в Албанию, где также находились под контролем итальянских властей вместе с албанскими евреями. Даниэль Романовский приводил следующие цифры: в Албании жили 204 еврея согласно последней предвоенной переписи, которую Романовский считал неточной и около 500 евреев, включая беженцев, проживали в присоединённых к Албании областях. Кроме этого были евреи-беженцы, прибывшие непосредственно в саму Албанию. Таким образом, общая численность евреев в так называемой «Великой Албании» составляла порядка 1000 человек.
В 1927 году большинство албанских евреев жили в городе Корча на юго-востоке страны. После 1938 года беженцы из Германии и Австрии селились в Тиране и Дурресе.

## Итальянская оккупация

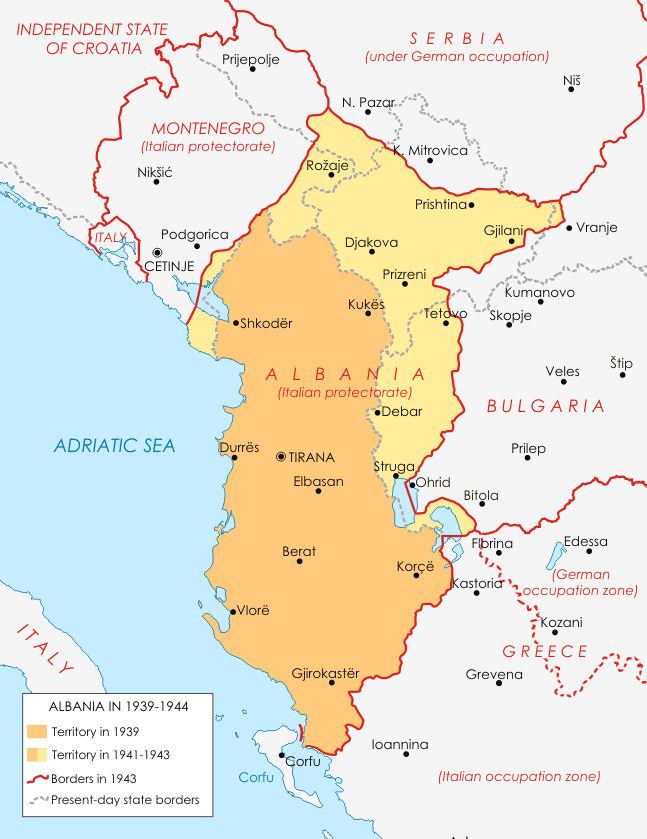
Карта Албании в период Второй мировой войны

Албания находилась в 1930-е годы под сильным итальянским влиянием. 25 марта 1939 года, итальянский диктатор Бенито Муссолини выдвинул ультиматум королю Албании Зогу I с требованием принятия итальянского военного протектората. После отказа короля, 7 апреля 1939 года итальянские войска вторглись в Албанию и оккупировали её. Таким образом, Италия восстановила существовавший в период Первой мировой войны протекторат над Албанией. После оккупации Италией части Югославии в 1941 году к протекторату были присоединены югославские территории, населённые албанцами, в частности, Косово.
Часть беженцев и около 200 местных евреев были интернированы в транзитном лагере Кавайе, однако немцам их не выдавали, а некоторые албанские чиновники помогали евреям, выдавая фальшивые удостоверения личности.
В 1941—1942 годах евреи бежавшие из Сербии (в основном из Белграда), а также беженцы из Германии, Австрии и Польши жили в Приштине, Призрене и Урошеваце — под итальянским управлением. В Косово около 150 евреев подверглись «превентивному аресту». Итальянская оккупация просуществовала до выхода Италии из войны в сентябре 1943 года и до этого времени немцам евреев итальянские военные не выдавали. Как исключение, упоминается случай выдачи итальянскими карабинерами немцам в Приштине 14 марта 1942 года по разным данным 51 или 60 еврейских беженцев, которые впоследствии были убиты в лагере Саймиште.

## Немецкая оккупация
После выхода Италии из войны в сентябре 1943 года немецкие войска оккупировали почти всю территорию Албании.
В апреле 1944 года евреи в количестве 281 человек были арестованы в Приштине солдатами албанской дивизии СС «Скандербег» и затем депортированы немцами в лагерь Берген-Бельзен. Всего из Албании более 400 евреев были депортированы в Берген-Бельзен, в живых осталось около 100 албанских евреев. Существуют утверждения, что албанцы спасли почти всех евреев, однако Даниэль Романовский указывает, что из общего числа евреев, оказавшихся на территории так называемой «Великой Албании», погибло две трети. По оценке Герхарда Гримма, за почти 14 месяцев немецкой оккупации из «Великой Албании» был депортирован 591 еврей.
Некоторые евреи ушли в партизанские отряды, которые сражались с оккупантами. Пепе Биро Кантос был в партизанском отряде, а после войны стал одним из самых высокопоставленных офицеров албанской армии. Также среди партизан были Дарио Жак Артити, Давид Коэн, Рубен Жак, Йозеф Бивас и другие.

## Помощь евреям
Многие албанцы оказывали помощь евреям и спасали их от депортаций. Студент Рефик Весели спас семью еврейских беженцев Мандиль из Югославии. Моше Мандель открыл в Албании фотомагазин и нанял 16-летнего Рефика. Когда после немецкой оккупации в сентябре 1943 года над Манделем, его женой и детьми нависла угроза депортации, Весели спрятал взрослых, а детей выдавал за мусульман до освобождения Албании. Родители Рефика прятали в своей деревне не только взрослых из семьи Мандиль, но и других евреев. Евреям помогал даже премьер-министр марионеточного правительства Мустафа Мерлика-Круя. Всего в Албании 75 человек за спасение евреев признаны праведниками мира израильским Институтом Катастрофы и героизма «Яд ва-Шем». Отношение албанцев к спасению евреев исследователи объясняют кодексом чести «Беса», который требует оказывать помощь гостю, не допуская его выдачи врагам.

## Память о Холокосте
До 1990 года из-за политической и культурной закрытости Албании никаких исследований истории евреев в ней не проводилось. Первая научная статья по теме албано-еврейских отношений военного периода была опубликована историком Апостолом Котани (англ. Apostol Kotani) в 1990 году, а его монография по этой теме вышла только в 1995.
В мае 2008 года в Тиране прошла научная конференция по истории спасения албанских евреев, организованная Институтом исследования Холокоста имени Финклера при университете Бар-Илан, историческим факультетом Университета Тираны и Международным институтом изучения Холокоста мемориала «Яд ва-Шем». На начало 2010 года ОБСЕ не имела информации о наличии в Албании дня увековечивания памяти жертв Холокоста.
В конце 2007 года в иерусалимском мемориале «Яд ва-Шем» открылась экспозиция, посвящённая нескольким десяткам албанских «праведников мира». Её основной стали работы американского фотографа Нормана Гершмана. Аналогичная выставка прошла в мае 2013 года в Нью-Джерси (США) Гершман регулярно выступает с презентациями своей работы в Албании в различных аудиториях.
В 2009 году Алуш Гаши (англ. Alush Gashi) снял документальный фильм «Спасение в Албании». Одной из героинь фильма стала доктор Скарлетт Эпштейн, спасённая албанцами во время войны.
Спасённый Рафиком Весели Гавра Мандиль стал известным фотографом моды и рекламы в Израиле и создал израильско-албанскую ассоциацию дружбы.